# Sbi-anvisninger
En SBi-anvisning er en publikation om, hvordan man i byggeriet løser opgaver inden for et givent område i overensstemmelse med god praksis. SBi-anvisninger henvender sig først og fremmest til byggeriets professionelle parter, men de bliver også brugt i undervisningssammenhæng, og nogle af dem kan tillige bruges af private husejere og gør-det-selv-folk. SBi-anvisninger sammenholder forsknings- og erfaringsbaseret viden på et uvildigt grundlag, idet anvisningerne er udgivet af Statens Byggeforskningsinstitut (SBi) ved Aalborg Universitet København og er skrevet og/eller redigeret af SBi’s forskere.
Flere SBi-anvisninger knytter sig til Bygningsreglementet (BR) og viser, hvordan man i praksis skal projektere og udføre bygninger, sådan at de overholder BR-kravene.

## Eksterne links
- Liste med alle tilgængelige SBi-anvisninger

| Byggeri og bygningsdele | Spire Denne artikel om byggeri og bygningsdele er en spire som bør udbygges. Du er velkommen til at hjælpe Wikipedia ved at udvide den. |